# Кужугет, Шолбан Артёмович
Шолбан Артёмович Кужугет (род. 20 февраля 1987, Чадан, Тувинская АССР) — сенатор Российской Федерации, представитель от  Верховного Хурала Республики Тыва в Совете Федерации России, избранный  21 мая 2025 года. Вошёл в Комитет Совета Федерации по социальной политике.

## Биография
Родился 20 февраля 1987 года в городе Чадан Республики Тыва.
В 2011 году окончил Кемеровскую государственную медицинскую академию.
С 2013 года работал хирургом в приёмном отделении Республиканской больницы № 1.
До 2019 года был заведующим приёмным отделением.
Затем занимал должность заместителя главного врача больницы № 1 по организационно-методической работе. В сентябре 2021 года возглавил Республиканскую больницу № 2.
В январе 2023 года стал директором территориального Фонда обязательного медицинского страхования. Во время пандемии COVID-19 занимался подготовкой медучреждений к функционированию в условиях чрезвычайной ситуации.
В 2020 году награждён Почётной грамотой Министерства здравоохранения Тувы.

### Политическая карьера
В 2024 году избран депутатом Верховного хурала Тувы от «Единой России».
21 мая 2025 года Кужугет наделён полномочиями сенатора вместо Дины Оюн, которая представляла республику в Совфеде с 2019 года и ушла с поста в марте 2025 года.
В 2024 году была информация о том, что сенатором от Тувы может стать бывший заместитель Министра обороны РФ Руслан Цаликов. Он вошел в обновленный парламентский состав Верховного Хурала Тувы, но его кандидатуру не одобрили для назначения на пост сенатора СФ.